# Teofilius Matulionis
Teofilius Matulionis (in russo Феофил Матулёнис?; Molėtai, 22 giugno 1873 – Šeduva, 20 agosto 1962) è stato un arcivescovo cattolico lituano, vescovo di Kaišiadorys, vittima della persecuzione dei cristiani in URSS, prigioniero nei Gulag.

## Biografia
Teofilius Matulionis nacque a Molėtai, all'epoca parte dell'Impero russo e oggi in Lituania, il 22 giugno 1873. Era il secondo dei tre figli di Jurgis Matulionis (1833–1911) e Ona Juočepytė (1851-9 maggio 1877); i suoi due fratelli erano Jonas (1871-1920) e Juozas (1875-1955). Dopo la morte di sua madre, suo padre si risposò e lui e la sua seconda moglie ebbero sette figli.

### Formazione e ministero sacerdotale
Studiò ad Antalieptėje dal 1887 al 1892 e poi al ginnasio reale di Daugavpils dal 1892 al 1900. Tra il 1893 e il 1895 interruppe gli studi. Si laureò in Lettonia e poi iniziò gli studi teologici per il sacerdozio all'Accademia teologica cattolica di San Pietroburgo. Per un breve periodo interruppe gli studi per riconsiderare la sua vocazione e si dedicò all'insegnamento. In seguito riprese gli studi. Apprese anche le lingue russa, lettone e polacca.
Il 17 marzo 1900 fu ordinato presbitero per l'arcidiocesi di Mahilëŭ dal vescovo ausiliare Karol Antoni Niedziałkowski. In seguito fu vicario parrocchiale a Varakļāni dal 1900 al 1901, vicario parrocchiale a Bikava dal 1901 al 1910 e poi parroco della parrocchia del Cuore Immacolato di Gesù a San Pietroburgo, dove il cattolicesimo era una religione di minoranza. Condusse una campagna per la costruzione di una nuova chiesa parrocchiale e gli fu conferito il titolo di monsignore. Nel 1923 il governo comunista emanò un decreto che ordinava la confisca di tutte le chiese e che andava controfirmato dai parroci. Padre Matulionis si rifiutò di apporre la sua firma: venne dunque arrestato insieme ad altri religiosi e condannato a tre anni di prigione. Fu scarcerato nel 1925, per intervento dei suoi parrocchiani e riprese il suo ministero pastorale.

### Ministero episcopale
L'8 dicembre 1928 papa Pio XI lo nominò vescovo ausiliare di Mahilëŭ e titolare di Matrega. Ricevette l'ordinazione episcopale il 9 febbraio successivo in segreto dall'amministratore apostolico di Leningrado Antoni Malecki. Questi lo nominò suo vice.
Il 24 novembre 1929 fu arrestato una seconda volta con l'accusa di mantenere legami illegali con persone che vivevano all'estero e di dirigere una "scuola lettone nazionalista e sciovinista". Il 13 settembre dell'anno successivo venne condannato a dieci anni di carcere. Scontò la pena nel lager SLON nell'isola Anzerskij. Il clima freddo e umido danneggiò la sua salute. Si svegliava spesso nel cuore della notte per celebrare la messa in segreto usando il pane quotidiano come Eucaristia e distribuendolo in segreto ai compagni detenuti quando poteva. Le autorità lo trasferirono in una prigione a San Pietroburgo a causa della sua salute. Fu posto in isolamento, ma rilasciato come parte di uno scambio di prigionieri quando il governo lituano firmò un accordo con l'Unione Sovietica per uno scambio di dieci prigionieri, sebbene avesse chiesto di non far parte dello scambio.
Dal 1934 al 1936 monsignor Matulionis risiedette negli Stati Uniti d'America e visitò anche Il Cairo e Gerusalemme. Nel marzo del 1934 fu ricevuto in udienza privata da papa Pio XI che gli disse: "È un onore per la Lituania avere un simile eroe". Ritornò quindi in Lituania dove divenne cooperatore nella diocesi di Žemaitija e cappellano supremo dell'Esercito.
Nel 1937 divenne rettore della chiesa benedettina di San Nicola a Kaunas dove istituì l'adorazione eucaristica perpetua. Mentre viveva a Kaunas, il vescovo Matulionis conobbe la devozione della Divina Misericordia propagata per iniziativa di suor Maria Faustina Kowalska. Fu il primo dei gerarchi della Chiesa a diffondere la preghiera della Coroncina alla Divina Misericordia e commissionò una delle prime copie dell'immagine di Gesù Misericordioso con la preghiera in lingua lituana. Tra il maggio e il giugno del 1940 fu cappellano del comando di stato maggiore delle Forze armate lituane. Mentre viveva con sua sorella, il vescovo Matulionis salvò dei bambini ebrei durante l'occupazione nazista.
Il 9 gennaio 1943 papa Pio XII lo nominò vescovo di Kaišiadorys. Fu arrestato il 18 dicembre 1946 con l'accusa di aver invitato il clero a combattere contro il regime sovietico e la popolazione a proteggere i sacerdoti che partecipavano a una simile lotta dagli arresti. Il 27 settembre 1947 venne condannato a sette anni di carcere che scontò a Siblag e poi a Vladimir.
Il 28 maggio 1954 fu rilasciato e mandato in una casa per disabili a Birštonas, dove era sotto il controllo delle agenzie di sicurezza statali. Solo il 5 maggio 1956 ottenne l'opportunità di tornare in Lituania ma gli fu proibito di gestire la sua diocesi. Nonostante ciò, nel 1957 ordinò vescovo in segreto monsignor Vincentas Sladkevičius, che in seguito divenne il secondo cardinale lituano. La consacrazione era canonicamente valida ma non ricevette l'assenso dei comunisti, i quali deridevano monsignor Matulionis perché la celebrazione si era svolta in una piccola cucina. Il vescovo replicò che loro, invece, avrebbero dovuto sopportare la vergogna di averlo costretto a compiere la consacrazione lì, invece che in una chiesa. Fu quindi costretto a vivere in isolamento a Šeduva. Il 9 febbraio 1962, nel 33º anniversario della sua consacrazione a vescovo, papa Giovanni XXIII lo elevò alla dignità arciepiscopale.
Morì a Šeduva il 20 agosto 1962 all'età di 89 anni. Poco prima aveva subito un controllo di routine nel suo appartamento durante il quale era stato drogato. In precedenza gli era stato negato il permesso di partecipare al Concilio Vaticano II. Il governo permise che i suoi resti fossero sepolti nella cattedrale della Trasfigurazione del Signore a Kaišiadorys a condizione che non si verificassero manifestazioni. I suoi resti furono riesumati nel 1999 e i test rinvennero tracce di piombo e altre sostanze. Questo fatto fece pensare a un avvelenamento.

## Beatificazione
La causa di beatificazione fu introdotta durante il pontificato di papa Giovanni Paolo II il 2 aprile 1990 dopo che la Congregazione per le Cause dei Santi emise il "nihil obstat" e diede a Teofilius Matulionis il titolo di servo di Dio. Il processo diocesano si protrasse dal 1990 fino al 1º maggio 2008. Furono raccolti otto volumi di documentazione e di testimonianze. Il processo diocesano ricevette l'approvazione della Congregazione il 18 giugno 2010 e ricevette la positio dalla postulazione nel 2015. Il 18 ottobre 2016 la Congregazione approvò la causa.
Il 1º dicembre 2016 papa Francesco ricevette in udienza privata il cardinale Angelo Amato, prefetto della Congregazione delle cause dei santi, e lo autorizzò a promulgare il decreto riguardante il martirio del Servo di Dio Teofilo Matulionis, arcivescovo-vescovo di Kaišiadorys (Lituania); nato il 22 giugno 1873 e ucciso in odio alla Fede il 20 agosto 1962.
Venne proclamato beato il 25 giugno 2017 durante una celebrazione tenutasi nel piazzale della cattedrale di Vilnius e presieduta dal cardinale Angelo Amato.
L'attuale postulatore per questa causa è padre Mindaugas Sabonis.

## Genealogia episcopale e successione apostolica
La genealogia episcopale è:
- Cardinale Scipione Rebiba
- Cardinale Giulio Antonio Santori
- Cardinale Girolamo Bernerio, O.P.
- Arcivescovo Galeazzo Sanvitale
- Cardinale Ludovico Ludovisi
- Cardinale Luigi Caetani
- Cardinale Ulderico Carpegna
- Cardinale Paluzzo Paluzzi Altieri degli Albertoni
- Papa Benedetto XIII
- Papa Benedetto XIV
- Papa Clemente XIII
- Cardinale Marcantonio Colonna
- Cardinale Giacinto Sigismondo Gerdil, B.
- Cardinale Giulio Maria della Somaglia
- Cardinale Carlo Odescalchi, S.I.
- Cardinale Costantino Patrizi Naro
- Cardinale Lucido Maria Parocchi
- Papa Pio X
- Papa Benedetto XV
- Papa Pio XII
- Vescovo Michel d'Herbigny, S.I.
- Vescovo Antoni Malecki
- Arcivescovo Teofilius Matulionis

La successione apostolica è:
- Cardinale Vincentas Sladkevičius, M.I.C. (1957)